# Eric Black
Pour les articles homonymes, voir Black.
Erick Black, né le 1er octobre 1963 à Bellshill en Écosse, est un footballeur écossais qui évoluait au poste d'attaquant au Aberdeen, au FC Metz et en équipe d'Écosse. 
Black n'a marqué aucun but lors de ses deux sélections avec l'équipe d'Écosse en 1987.

## Biographie
Il rejoint les rangs du FC Metz en 1986 en provenance d'Aberdeen avec lequel il a remporté sous la férule d'Alex Ferguson la coupe des vainqueurs de coupe en 1983 face au Real Madrid.
Il effectue un fulgurant début de saison 1986/1987 au cours de laquelle il inscrit dix buts en D1. Il fait partie de l'équipe qui remporte la Coupe de France pour la deuxième fois en 1988. 
Sa carrière française a été handicapée par des blessures. Au total, Eric Black a marqué 26 buts en D1 en 85 matchs disputés entre les saisons 1986/1987 et 1990/1991.
En 1998, il entame une carrière d'entraineur comme assistant de Jozef Vengloš au Celtic de Glasgow. Il occupe ensuite des postes de manager ou d'assistant dans différents clubs : Motherwell, Coventry, Blackburn.
En janvier 2016, il devient adjoint de Rémi Garde à Aston Villa, mais après le limogeage de celui-ci, il est nommé entraineur d'intérim.

## Carrière
- 1981-1986 : Aberdeen
- 1986-1991 : FC Metz

## Palmarès

### En club
- Vainqueur de la Coupe d'Europe des Vainqueurs de Coupe en 1983 avec Aberdeen FC
- Vainqueur de la Supercoupe d'Europe en 1983 avec Aberdeen FC
- Champion d'Écosse en 1984 et en 1985 avec Aberdeen FC
- Vainqueur de la Coupe d'Écosse en 1982, 1983, 1984 et en 1986 avec Aberdeen FC
- Vainqueur de la Coupe de France en 1988 avec le FC Metz
- Vainqueur de la Coupe de la ligue écossaise en 1986 avec Aberdeen FC

### En équipe d'Écosse
- 2 sélections en 1987